# Rak błotny
Rak błotny, rak stawowy, długoszczypcowy, krawiec (Astacus (Pontastacus) leptodactylus) – jeden z występujących w Polsce raków, skorupiak (Crustacea) z rzędu dziesięcionogów (Decapoda). Początkowo zamieszkiwał tereny Morza Czarnego i Kaspijskiego, później powiększał swój zasięg w kierunku zachodnim. W XIX wieku zasiedlano nim wody Europy Środkowej. Było to spowodowane epidemią choroby zwanej dżumą raczą, która powodowała masowe śnięcie pospolitego wówczas w Polsce raka szlachetnego. Uważano wówczas mylnie, że rak błotny jest odporny na tę chorobę. Jego biologia jest podobna do biologii raka szlachetnego.
Według niektórych ujęć jest gatunkiem zbiorczym obejmującym następujące gatunki:Pontastacus angulosus (Rathke, 1837), Pontastacus cubanicus (Birstein & Vinogradov, 1934), Pontastacus danubialis (Brodsky, 1981), Pontastacus eichwaldi (Bott, 1950) (z podgatunkami P. e. eichwaldi (Bott, 1950) i P. e. bessarabicus Brodsky, 1981), Pontastacus intermedius Brodsky, 1981, Pontastacus kessleri (Schimkewitsch, 1884), Pontastacus leptodactylus (Eschscholtz, 1823) (z podgatunkami P. l. boreoorientalis (Birnstein & Vinogradov, 1934) i P. l. leptodactylus Eschscholtz, 1823, Pontastacus pylzowi (Skorikow, 1911) i Pontastacus salinus (Nordmann, 1842).

## Opis
Rak błotny ma podobną budowę do raka szlachetnego. Różni się przede wszystkim budową szczypiec, które są u niego dłuższe i węższe, a od spodu biało żółte. Ma też mniej twardy pancerz, a karapaks pokryty jest drobnymi kolcami. Dorasta do 30 cm, zwykle osiąga wielkość 15 cm. Jest mniej wymagający od raka szlachetnego, nie jest więc tak dobrym wskaźnikiem czystości wód. Zamieszkuje zbiorniki wodne o zamulonym dnie.
Odżywia się roślinami o dużej zawartości wapnia jak moczarka, rogatek, ramienica, rdestnica, wywłócznik, a także drobnymi bezkręgowcami (np. ślimakami) i padliną.

## Dymorfizm płciowy
Samce są zwykle większe od samic. Mają też inaczej zbudowane odnóża odwłokowe, co jest związane z przekazywaniem nasienia przez samce.
Odróżnienie u raków samic od samców nie przedstawia trudności dzięki odrębnościom w budowie zewnętrznej, łatwym do stwierdzenia i wystarczającym do rozróżnienia płci. Pierwszą z nich jest budowa odnóży odwłokowych. Stwierdzenie dwóch pierwszych par odnóży odwłokowych w formie skręconych rynienek wystarcza do ustalenia, że jest to samiec. Gdy brak pierwszej pary lub występuje ona w formie krótkich pręcików, a druga para jest tak samo zbudowana jak następne, to jest to samica.
Drugim wskaźnikiem jest położenie otworów płciowych. U samców znajdują się one i są dobrze widoczne na podstawowym członie piątej pary odnóży chodowych, u samic zaś – na podstawowym członie trzeciej pary odnóży chodowych.
Prócz wymienionych cech, pozwalających bezspornie rozróżnić płeć raków, można znaleźć szereg innych różnic w wyglądzie zewnętrznym, które przy pewnej wprawie pozwalają również na bezbłędne określenie płci. Np. samice mają szczypce mniejsze, delikatniejsze, a odwłok nieco szerszy, o dłuższych i bardziej rozstawionych na boki płytkach bocznych pancerza. Ten kształt odwłoka, mimo stosunkowo niewielkich różnic, jest charakterystyczny. Ma to związek ze sposobem noszenia przez samicę rozwijających się jaj. Podgięty odwłok tworzy coś w rodzaju komory lęgowej, w której rozwijające się jaja przyczepione są do rozgałęzionych, strzępiastych odnóży odwłokowych. Dodatkowym wskaźnikiem płci, występującym jednak tylko w okresach rozwoju zapłodnionych jaj, jest stwierdzenie ich obecności pod odwłokiem; wówczas nie ulega wątpliwości, że jest to samica.

## Występowanie
Pierwotnie zamieszkiwał zlewiska Morza Czarnego i Kaspijskiego. Według niektórych analiz wyewoluował na terenie Turcji. Przybył do Europy Zachodniej w XVIII wieku poprzez wybudowane przez człowieka kanały łączące Wołgę z dopływami Dźwiny i dalej z rzekami wpadającymi do jeziora Onega i Ładoga. Stamtąd opanował zlewisko Bałtyku. Obecnie jest najbardziej rozpowszechnionym rakiem w Europie.

## Zagrożenia i ochrona
W Polsce gatunek ten objęty jest częściową ochroną gatunkową. Podobnie jak rak szlachetny, znajduje się w Polskiej czerwonej księdze zwierząt. Bezkręgowce. Oba te gatunki są wypierane przez introdukowane raki pręgowate i sygnałowe.